# Mónica González
Mónica Christine González Canales (10 de outubro de 1978) é uma ex-futebolista mexicana-estadunidense que atuava como defensora ou atacante.

## Carreira
Mónica González representou a Seleção Mexicana de Futebol Feminino, nas Olimpíadas de 2004. 